# 독일사과전선
독일사과전선(Front Deutscher Äpfel), 줄여서 사과 전선(Apfelfront)은 독일의 장난 정당이다. 독일사과전선은 독일의 극우 정당인 독일 민족민주당(NDP)를 풍자한 정당이며 2004년 라이프치히에서 창당되었다. 당의 이름은 독일 국민민주당의 전 정치인 홀거 아펠(Holger Apfel)이라는 정치인의 이름에서 착안한 것이다. '아펠'은 독일어에서 사과를 지칭한다. 독일사과전선은 독일에서 생산된 사과들 중에서 우수한 품질의 사과만 유통시키며 순수하게 독일에서 자란 사과만을 기르는 것을 쟁점으로 하고 있다. 그리고 "외국 과잉화"를 주장하며 외국인들을 쫓아내는 것을 목적으로 하는데, 이 정당에서는 외국산 사과의 수입과 독일 사과 품종과의 교배를 반대한다. 그리고 품질이 나쁜 사과를 무스로 만드는 것을 주장하고 있다. 당기는 나치 독일의 하켄크로이츠를 모티브로 하고 있다.
이 정당은 독일의 과일을 순수한 모습으로 유지해야 한다는 정치적 요구를 한다. 스스로를 "독일 과일 인구에 대한 외국의 침투와 게으른(썩은) 과일들에 대한 국가적 이니셔티브" 라고 설명하고 있다. 이 때 faul은 독일어로 "썩다"를 뜻하기도 하고 "게으르다"를 뜻하기도 한다.
정당의 핵심 사항은 다음과 같다.
1. 외래종을 접목하여 생산하는 독일 과일 개체군에 대하여, 과도한 이국화(Überfremdung) 종식
2. 열대 과일에 대한 국경 폐쇄 (“외국 과일에 대한 국경 폐쇄!”)
3. 썩은 과일(Fallobst) 제거 ("게으른/썩은 과일들을 무스로 바꾸기!")[4]

홍보용 웹 사이트에서도 다른 극우 성향과 비슷하게 독일어만 사용하려고 하려는 경향이 있으며 지나칠 정도로 언어 순수주의를 지지한다. 그때문에 정도가 넘을 정도로 독일화된 용어를 사용하려 한다. 국가사회주의 독일 노동자당과 현대에 존재하는 우익 극단주의 정당의 모습을 흉내낸다. 그래서 단어 "홈페이지"는 "Heimseite"라고 하고,(한국어 어감으로 "집문서") "웹페이지"는 "Weltnetzseite"(한국어 어감으로, "세계그물사이트")를 사용한다. "게시판"이나 "포럼" 등의 어휘 역시 모두 독일어 어휘로 변경하여 사용한다. 이 어휘들은 독일어에서도 모두 영어 단어로 사용한다.
특히, 사과 전선은 NPD와 작센 주 의회의 국회의원인 홀거 아펠(Holger Apfel)이 유세에 사용하는 "국경은 폐쇄되었습니다!"(Grenzen dicht!)와 같은 용어, 문구 및 문체 등을 베껴 사용한다. 콘텐츠의 방향 역시 과일 재배 및 활용 방향 으로 변경하기도 했다. 정치적 발언을 유머러스하게 과장하며 논리적으로 말이 되지 않는 내용을 담고 있다.

## 역사

### 운동
이 조직은 창당 이래 모든 주요 NPD 및 신나치주의 행진, 특히 동독의 모든 주요 행진에 처음으로 등장했으며, 2004년 10월 3일 라이프치히 NPD 집회에서 네오나치 시위를 성공적으로 저지하기도 했다. 2005년에는 5월 1일과 10월 1일에 신나치주의 성향의 정치인 크리스티안 보흐가 등록한 시위가 존재했으며, 베를린 05, 베를린 08 청년정치축제에도 똑같이 참가했다. 2008년 5월 1일에는 함부르크-바르베크에서 열린 NPD 행진에 반대하는 반대 시위에도 참석하였다.
일부 사과 전선 당원은 활동하는 동안 검은색 정장을 입고, 붉은색 완장을 차고 참가하기도 하는데, 이 완장에는 흰색 원이 그려져 있고 그 안에는 검은색 사과가 그려져 있다. 하켄크로이츠 완장을 연상시키는 디자인이다.
독일 사과 전선은 당을 지지한다고 선언했다.

### 헝가리로 전파
2011년 헝가리에서 이 정당을 패러디한 "헝가리 마늘 전선"(Magyar Fokhagymafront)이 창당되었다. 두 정당은 서로 협력하고 있다. 무엇보다 정치예술 집단인 DADA 부다페스트도 참여하여, 큰 영향을 끼치고 있다.

## 비판

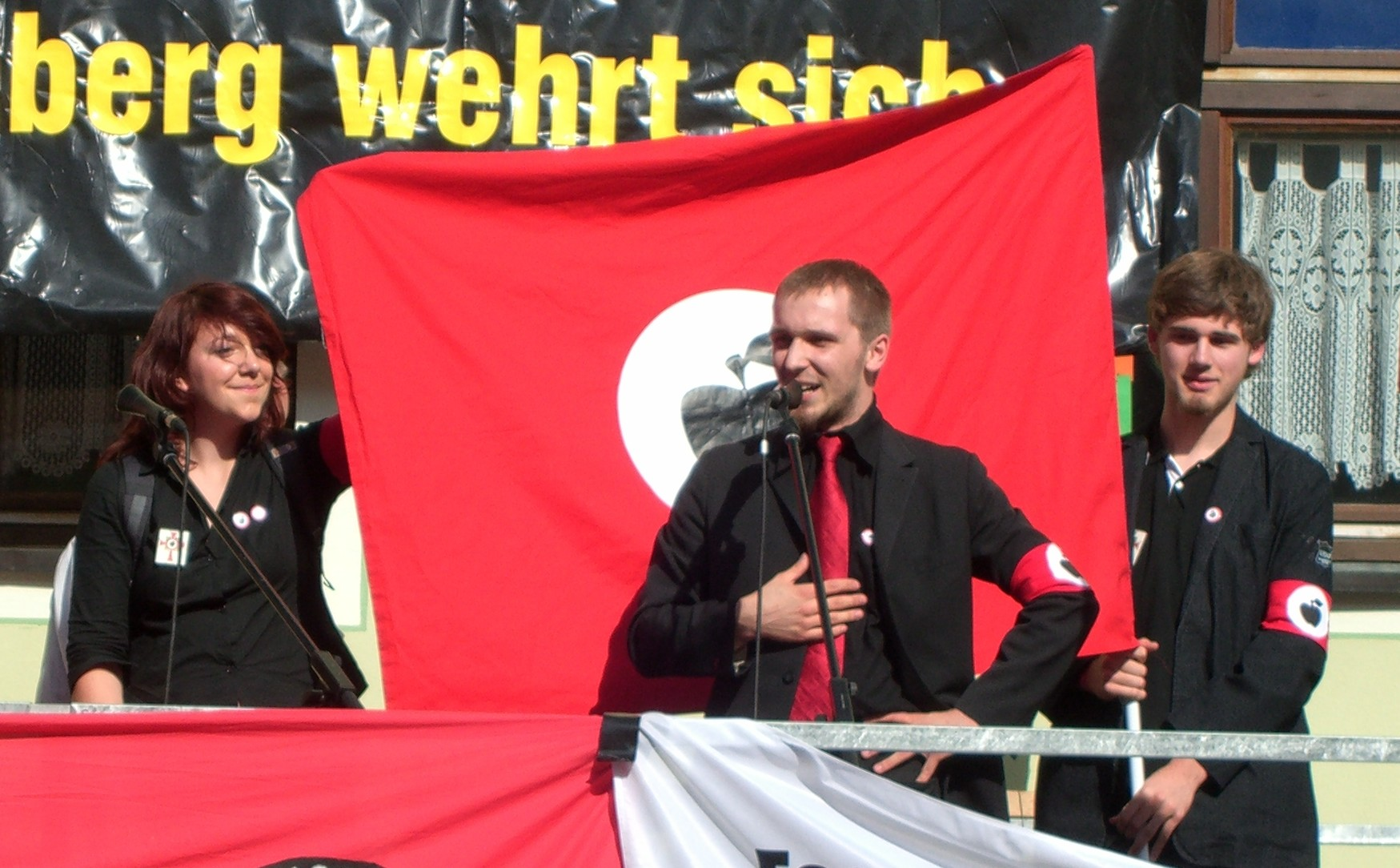
2007년 8월 18일 그래펜베르크 시장 광장에서 우익 극단주의 행진에 반대하는 시위의 일환으로, 풍자적으로 과장된 상징을 사용한 사과 전선 당원의 연설

독일에서는 이 정당에 대한 비판이 있다. 당기의 모습은 하켄크로이츠를 모티브로 한 당기이기도 하며, 정당의 구성원들이 나치 독일의 군복 양식을 따르고 있어 독일 내에서 비판을 받고 있다. 독일 내 웹사이트에서는 고의적으로 과장하고, 극우들을 유머로서 소비하고 있음에도 불구하고, 많은 독일인들, 심지어는 좌익 성향을 가진 독일인들도 이 정당에 대해 혐오감을 느끼는 것으로 알려졌다. 대부분은 좌익 성향을 내세우며 파시즘을 지지하는 것으로 보인다고 답변한다. 정치 비평가들은 사과 전선의 정치적 요구 사항이 비생산적이며, "겉 파시즘"에 빠진 사람들이 관련되어 있고 파시즘의 상징이 궁극적으로 패러디하고 하기에는 더 강하다는 의견을 가지고 있다.
그러나 사과전선당은 인터뷰 등의 매체서 원래 자율 장면에 할당된 복장 규정을 따르는 것을 포함하여 현재 우익 극단주의 스펙트럼 내에서도 다른 하위문화의 의상을 사용하는 경향이 있음을 항상 지적하고 있다. 따라서 사과 전선의 복장은 나치가 더 이상 일반적으로 알려진 색상, 상징, 의상 등으로 인식될 수 없으며, 대중을 짜증나게 만들어 이러한 경향에 주의를 집중시키는 것이 목적임을 나타내고 있다.
1. ↑  “ZDB-Katalog - Suchergebnisseite: iss="0931-9085"”. 2024년 8월 23일에 확인함.
2. ↑  “Armed with satire, German group challenges neo-Nazis - CNN”. 2012년 3월 26일. 2012년 3월 26일에 원본 문서에서 보존된 문서. 2024년 8월 23일에 확인함.
3. ↑  Schulz, Benjamin (2011년 8월 18일). “Humor gegen rechts: Quatsch mit brauner Soße”. 《Der Spiegel》 (독일어). ISSN 2195-1349. 2024년 8월 23일에 확인함.
4. ↑  “flieger_neu.FH11” (PDF). 《apfelfront.de》. 2010년 2월 15일에 원본 문서 (PDF)에서 보존된 문서. 2024년 8월 23일에 확인함.
5. ↑  Schulz, Benjamin (2011년 8월 18일). “Humor gegen rechts: Quatsch mit brauner Soße”. 《Der Spiegel》 (독일어). ISSN 2195-1349. 2024년 8월 23일에 확인함.
6. ↑  “partei_UU” (독일어). 2014년 1월 9일. 2024년 8월 23일에 확인함.
7. ↑  Altmeier, Lisa (2013년 3월 18일). “Ungarn verlässt der Widerstand”. 《Die Zeit》 (독일어). ISSN 0044-2070. 2024년 8월 23일에 확인함.
8. ↑  brimboria (2013년 3월 17일). “DADA in Budapest - Seminarreise 2013 in Ungarn” (독일어). 2024년 8월 23일에 확인함.